# Systur
 (исл. Systur — „сестре”), такође су познате као и Sigga, Beta & Elín или Tripolia, представљају исландски бенд који се састоји од три сестре Сигриђур, Елисабет и Елин Ејурсдотир.
Сестре су раније биле у партнерству са ди-џејем Фридфинуром „Окулусом” Сигурдсоном, са којим су основале хаус бенд Sísý Ey у 2011. години.

## Биографија
Сигриђур, Елисабет и Елин Ејурсдотир одрасле су у Рејкјавику. Њихова мајка је певачица Ellen Kristjánsdóttir, а њихов отац је композитор и клавијатуриста бенда Мезофорте. Сестре су почеле своју музичку каријеру 2011. године као део групе Sísý Ey, који су назвали по својој баки. Наступале су на Гластонбери фестивалу 2016. године.
Године 2017. објавили су свој први сингл као трио, под називом „Bounce from the Bottom", под псеудонимом Tripolia.
Осим музике, оне су активисте за транс права, посебно за трансродну децу, након што је једна од чланица прошла кроз изазове са својим трансродним дететом.

### 2022: Песма Евровизије
Дана 5. фебруара 2022, Сига, Бета и Елин су објављене као једне од десет извођача које је РУВ одабрао да се такмиче у предстојећем издању Söngvakeppnin-а, исландског националног избора за Песму Евровизије. Извеле су своју нумеру „Með hækkandi sól„ и победиле су на такмичењу, тиме су стекле право да представљају Исланд на Песми Евровизије 2022. у Торину, Италија.

## Дискографија

### Синглови
| Назив              | Година |
| ------------------ | ------ |
| „" (as Tripolia)   | 2017   |
| "Með hækkandi sól" | 2022   |